# Mount Sunflower
De top van Mount Sunflower is met een hoogte van 1231 m boven de zeespiegel het hoogste natuurlijke punt van de Amerikaanse staat Kansas. De top ligt op minder dan een kilometer afstand van de grens met Colorado en op geringe afstand van het laagste punt in Colorado.
Ondanks de relatief geringe hoogte van Mount Sunflower is het hoogteverschil tussen het hoogste en het laagste punt van Kansas, gelegen in Montgomery County in het oosten van Kansas, toch nog 1100 m. Dit komt doordat het land geleidelijk stijgt naar het westen toe, naar de Rocky Mountains. Met een prominentie van 6 m kan Mount Sunflower ook niet echt als een berg beschouwd worden: het is eerder een glooiing in het landschap.
De top van Mount Sunflower is te bereiken via een onverharde weg door een weiland. Ondanks het feit dat Mount Sunflower gelegen is op het privé-domein van Mike en Rae Marie Jones, is de top vrij toegankelijk. De Jones voorzien zelfs in enkele faciliteiten op de top: een picknicktafel; een sculptuur van een zonnebloem, gemaakt van spoorwegnagels; en een plaquette met het opschrift nothing happened here in 1897 ("niets gebeurde hier in 1897").